# Koetschette
Koetschette är en ort i Luxemburg.   Den ligger i distriktet Diekirch, i den västra delen av landet, 30 kilometer nordväst om huvudstaden Luxemburg. Koetschette ligger 505 meter över havet och antalet invånare är 125.
Terrängen runt Koetschette är platt västerut, men österut är den kuperad. Koetschette ligger uppe på en höjd.  Närmaste större samhälle är Ettelbruck, 18,9 kilometer öster om Koetschette. 
Omgivningarna runt Koetschette är en mosaik av jordbruksmark och naturlig växtlighet. Runt Koetschette är det ganska tätbefolkat, med 129 invånare per kvadratkilometer.